# Platyura rubens
Platyura rubens är en tvåvingeart som beskrevs av Christian Rudolph Wilhelm Wiedemann 1828. Platyura rubens ingår i släktet Platyura och familjen platthornsmyggor. Inga underarter finns listade i Catalogue of Life.